# Путилова (деревня)
Путилова — деревня в Свердловской области России, входящая в муниципальное образование Алапаевское. Входит в Останинское территориальное управление.

## География
Деревня располагается на левом берегу реки Нейвы, в 16 километрах на северо-восток от города Алапаевска.

### Часовой пояс
Путилова, как и вся Свердловская область, находится в часовой зоне МСК+2. Смещение применяемого времени относительно UTC составляет +5:00.

## Население
| 2002 | 2010 |
| ---- | ---- |
| 119  | ↗129 |

## Инфраструктура
Деревня разделена на две улицы: Красных Орлов и Ленина.